# So ein Ding
So ein Ding er en dansk tv-udsendelse, som omhandler elektroniske gadgets. Programmet styres af Nikolaj Sonne og blev sendt for første gang på DR2 den 3. februar 2009. Sonnes viden om de nyeste elektroniske produkter udnyttes også i P1-programmet Harddisken.
Konceptidéen blev udviklet af redaktionsleder Rasmus Visby i 2008. Konceptet fald for alvor på plads i samarbejde med Nikolaj Sonne, der i høj grad er kernen i det endelige koncept.
Hvert år fra 2011 til 2013  i december uddelte So Ein Ding en række award-priser, heriblandt "Den Gyldne Ding" og "Årets Amanda".
Årets Amanda blev givet for en it-fadæse og er opkaldt efter arbejdsmarkedsstyrelsens edb-system Amanda.
I 2011 blev den givet for Den Elektroniske Patientjournal, i 2012 for Rejsekortet, og i 2013 til NemID.

## Format
So Ein Ding har i tidens løb antaget flere forskellige former. De første år indeholdte programmerne en række forskellige indslag og produktanmeldelser, hvorimod programmerne i 2014-2016 typisk har omhandlet enkeltemner (f.eks. selvkørende biler, kunstig intelligens, virtual reality osv.), hvor indholdet går et spadestik dybere end formatet tillod før.